# Espiunca
Espiunca is een plaats (freguesia) in de Portugese gemeente Arouca en telt 477 inwoners (2001).